# AMX 32
AMX 32 — французский ОБТ, разработанный компанией AMX в 1970-х как танк, предназначенный для экспорта, но производственных заказов не получил.
Является продолжением AMX-30.

## Бронирование
В отличие от своего предшественника, AMX 32 имеет лучшую бронезащиту. Имеет цельносварную башню вместо литой как у AMX 30. Также имеет защиту от ядерного оружия.

## Вооружение
AMX 32 имеет 2 типа пушки: нарезное орудие 105-мм и гладкоствольное орудие 120-мм. Оба орудия стреляют патронами стандарта НАТО. Также AMX 32 оснащён пулемётом 7.62 мм, который установлен на крыше и 20 мм M693 пушкой. Обладает системой управления огнём COTAS, в состав которой входят: цифровой баллистический вычислитель, приборы наблюдения и наведения, а также соединённый с ними лазерный дальномер APX M550. Главным недостатком танка было отсутствие стабилизации орудия, что не позволяло вести точный огонь на ходу.
Скорострельность орудия: 8 выстр/мин.
Боекомплект с орудием 105-мм равняется 42 боеприпасов, а с 120-мм равняется 38, боекомплект 20-мм пушки составляет 480 выстрелов, а 7,62-мм пулемёта — 2150 патронов.
Оснащён 6 пусковыми дымовыми шашками.
Поворот башни и подъём орудия приводятся в действие электрогидравлическим приводом.

## Передвижение
AMX 32 может иметь двигатель Hispano-Suiza HS-110 с мощностью 720 л.с либо HS-110-S2 с мощностью 780 л. с. Развивает скорость по шоссе до 65 км/ч а по бездорожью 45 км/ч.
Также танк может преодолевать водяные препятствия глубиной до 4 м. Шасси AMX 32 очень схожи с шасси AMX 30.

## Оснащение
Танк оснащён 2 радиостанциями, автоматической системой пожаротушения и системой кондиционирования.